# Theonella mirabilis
Theonella mirabilis är en svampdjursart som först beskrevs av de Laubenfels 1954.  Theonella mirabilis ingår i släktet Theonella och familjen Theonellidae.
Artens utbredningsområde är havet kring Mikronesien. Inga underarter finns listade i Catalogue of Life.